# DI Lacertae
Désignations
DI Lacertae (ou Nova Lacertae 1910) est une nova qui survint en 1910 dans la constellation du Lézard. Elle atteignit une magnitude minimale (correspondant à une luminosité maximale) de 4,6. Elle fut découverte par T. H. E. C. Espin. Sa distance, estimée à l'aide de la mesure de sa parallaxe par le satellite Gaia, est d'environ 1 570 pc (∼5 120 al).
De nos jours, DI Lacertae a une magnitude de 14.